# Šárka Kašpárková
Šárka Kašpárková, češka atletinja, * 20. maj 1971, Karviná, Češkoslovaška.
Nastopila je na poletnih olimpijskih igrah v letih 1992, 1996, 2000 in 2004, leta 1996 je osvojila bronasto medaljo v troskoku. Na svetovnih prvenstvih je osvojila naslov prvakinje leta 1997, na svetovnih dvoranskih prvenstvih dve bronasti medalji, na evropskih prvenstvih srebrno medaljo leta 1998, na evropskih dvoranskih prvenstvih pa dve srebrni medalji.